# Biegi narciarskie na Zimowych Igrzyskach Azjatyckich 1990
Biegi narciarskie na Zimowych Igrzyskach Azjatyckich w 1990 r. były rozgrywane w japońskim mieście Sapporo. Zawody te składały się z sześciu konkurencji – po trzy zarówno dla kobiet, jak i mężczyzn.

## Medaliści
| Konkurencja                     | Złoto           | Srebro            | Brąz              |
| 15 km mężczyzn (styl klasyczny) | Kazunari Sasaki | Hirofumi Watanabe | Hiroyuki Imai     |
| 30 km mężczyzn (styl dowolny)   | Kazunari Sasaki | Hiroyuki Imai     | Hirofumi Watanabe |
| Sztafeta 4x10 km mężczyzn       | Japonia         | Korea Południowa  | Mongolia          |
| 10 km kobiet (styl klasyczny)   | Fumiko Aoki     | Yoshiko Mikami    | Ri Kyong-hui      |
| 15 km kobiet (styl dowolny)     | Fumiko Aoki     | Naomi Hoshikawa   | Wang Jinfen       |
| Sztafeta 4x5 km kobiet          | Japonia         | Chiny             | Korea Północna    |